# 救護總區
救護總區（英語：Ambulance Command）隸屬於香港消防處，負責提供緊急醫療服務。

## 組織
救護總區由職級為救護總長的助理處長（救護）領導，總區轄下分為兩個行動區域（港島及九龍區域和新界區域） 及總區總部。
救護總區
- 港島及九龍區域
  - 港島區
    - 港島東分區
    - 港島西分區

  - 九龍東區
    - 九龍東分區

  - 九龍中及西區
    - 九龍中分區
    - 九龍西分區
- 新界區域
  - 新界北區
    - 新界東北分區
    - 新界西北分區

  - 新界南區
    - 新界東南分區
    - 新界西南分區
- 救護總區總部
  - 參事
  - 資源管理
  - 車隊管理
  - 疫情控制及應變專隊

## 歷史
救護服務原由衞生署前身「醫療衛生署」負責。2005年2月28日起，救護總區全面提供輔助醫療服務。
2011年，處方斥資45萬港元購置3部自動心外壓儀器。儀器以電池操作，為傷病者以每分鐘下壓100次的速度進行心外壓，以代替人手進行，此舉可以減少救護人員的運動操勞。3部儀器被放置在黃大仙、東涌及赤鱲角3個遠離急症室的救護站使用。此外，救護總區亦於該年更換了39輛救護車，並且添置了25輛救護車。
2012年，救護總區出動727,300次，平均每日出動逾1,987次，共處理654,371名病患或者傷者，平均每日處理1,788名病患或者傷者。
2018年，召喚數字雖然持續增加，但整體的服務水平仍能 達到令人滿意的程度。2018年救護召喚總數突破 80 萬，達到804 685宗，與2017年相比，升幅為百分之2.3，其中緊急救護召喚佔748 777宗，較2017年上升百分之2，當中百分之94.6能夠在12分鐘的目標召達時間內到達事故現場，較服務承諾的百分之92.5高出2.1個百分點。
消防處在2018年成立第五隊特別支援隊，負責在發生大型事故時或舉行大型公眾活動期間執行專責任務，並在日常人手需求較高的時段候命出勤，從而提升緊急救護服務的效率，以及因應行動或服務需要作出彈性的策略安排。有關措施亦對部門持續優化救護員的用膳安排發揮很大作用。
為提升緊急救護服務的質素和效率，消防處於去年十月正式推行全新的調派後指引服務，讓消防通訊中心人員在電腦系統的輔助下，能在救護人員抵達現場前，為求助市民提供適切的調派後指引，協助他們按指引處理及穩定傷病者的情況。截至2018年年底，消防處已向133 632名緊急救護服務召喚者提供調派後指引。新服務開始提供以 來，除了能幫助報案人正確處理傷病者外，更有一些病情危急的個案，包括心跳停頓或呼吸驟停,哽塞和分娩等，報案人按照調派後指引， 成功在救護車到達前幫助傷病者渡過生死關頭，再由救護車提供治理及送院 。
2020年救護總區共處理689,788宗召喚，平均每天1,885宗，救助傷病者共612,797人，平均每天1,674人。

## 車輛
至2011年年底，救護總區共有257輛救護車（平均年齡為2.4年）、35輛急救醫療助理電單車、4輛流動傷者治療車、4輛鄉村救護車、2輛救護吉普車、2輛輕型救護車、4輛快速應變急救車。此外，於2012年，將會有70新救護車投入服務；兩輪救護吉普車亦將會更換；另外，於同年9月1日亦會有消防處輔助醫療裝備車（英文：Fire Services Paramedic Equipment Tender，縮寫：PET）投入服務，該車專門為有逾4輛救護車出動或者涉及核生化的事故情況下出動。
至2013年，救護總區共有341輛救護車、12輛輕型救護車、36輛急救醫療電單車、4輛流動傷者治療車、1輛輔助醫療裝備車、4輛鄉村救護車、2輛救護吉普車及3輛快速應變急救車。
2018年3月，香港有三輛採用黃色塗裝的概念救護車投入服務，分別是A 501，A 502和A 503，每輛總值大約100萬元，有別於過往香港救護車以白色為主色。新款救護車的黃色是歐盟標準的RAL 1016專用黃色，有助提升在道路上的可見度，另有多項有別於過往的新設計。三輛新型救護車經實地測試後，將會成為購買新車的參考。
至2020年，救護總區共有428輛救護車、12輛輕型救護車、15輛轉院救護車、41輛急救醫療電單車、4輛流動傷者治療車、2輛輔助醫療裝備車、6輛鄉村救護車、2輛救護吉普車及4輛快速應變急救車。
2021年11月，第二代概念救護車開始試行，分別是A 504，A 505。

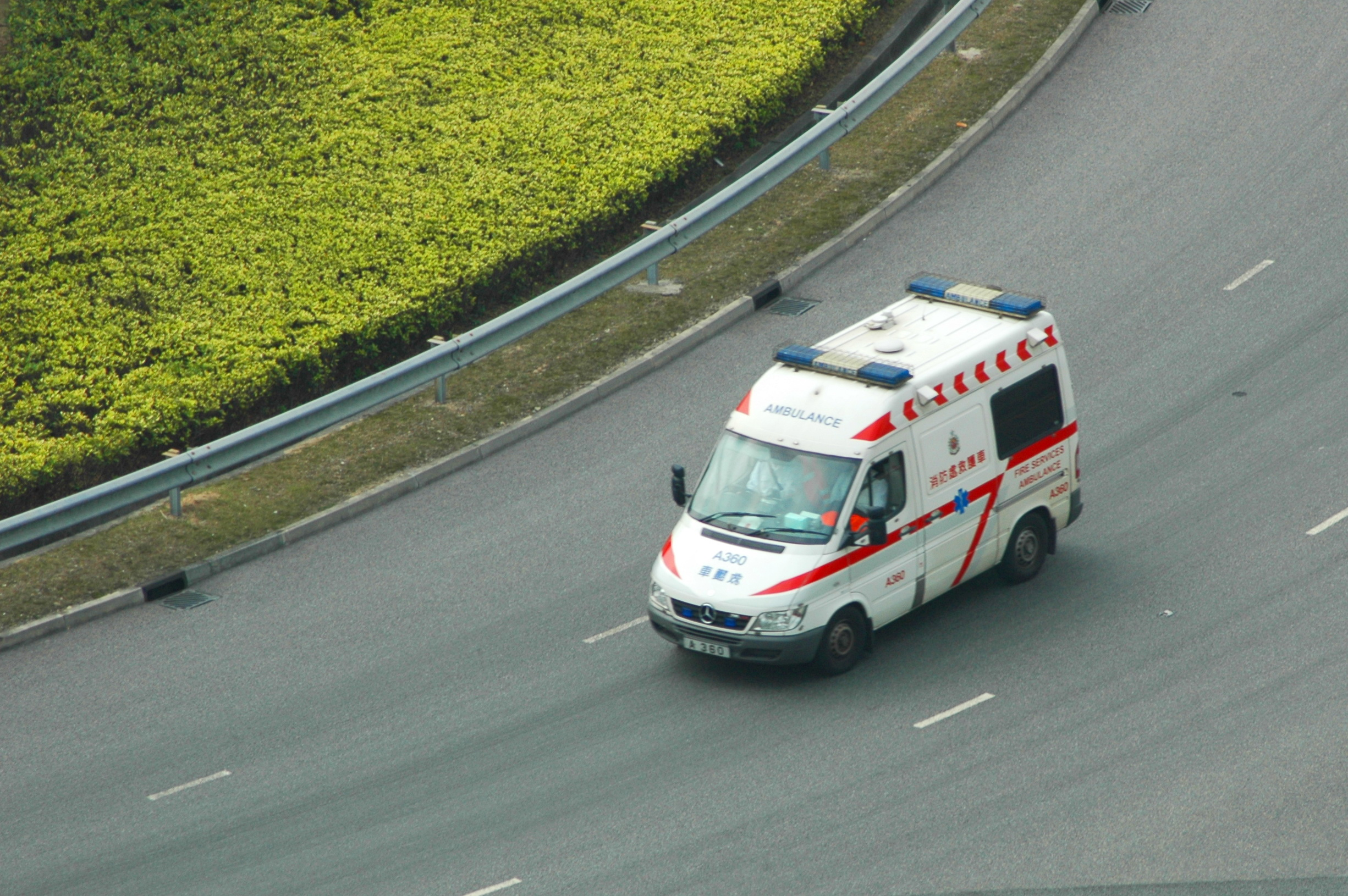
輕型救護車 A360（已退役）
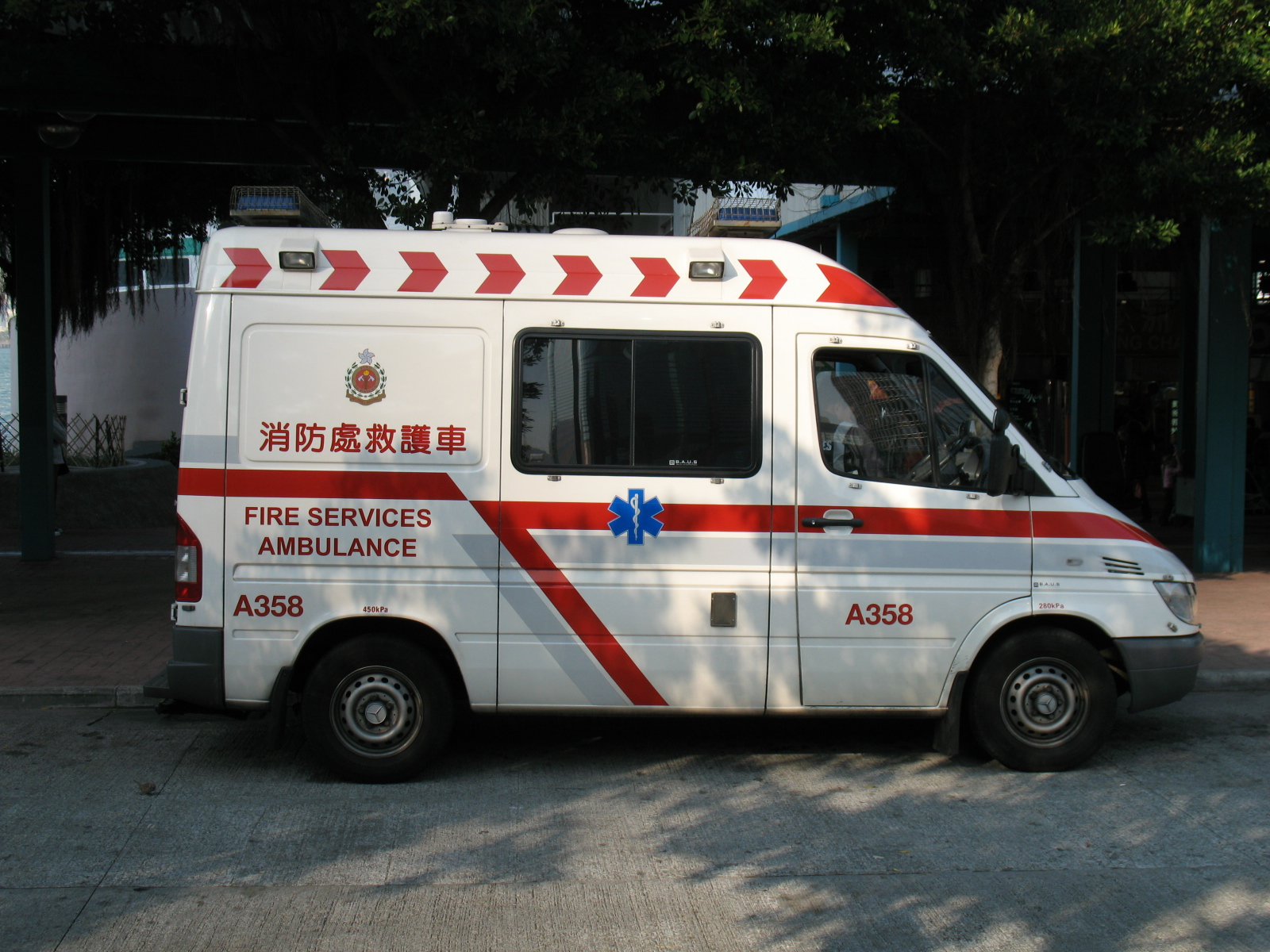
輕型救護車（已退役）
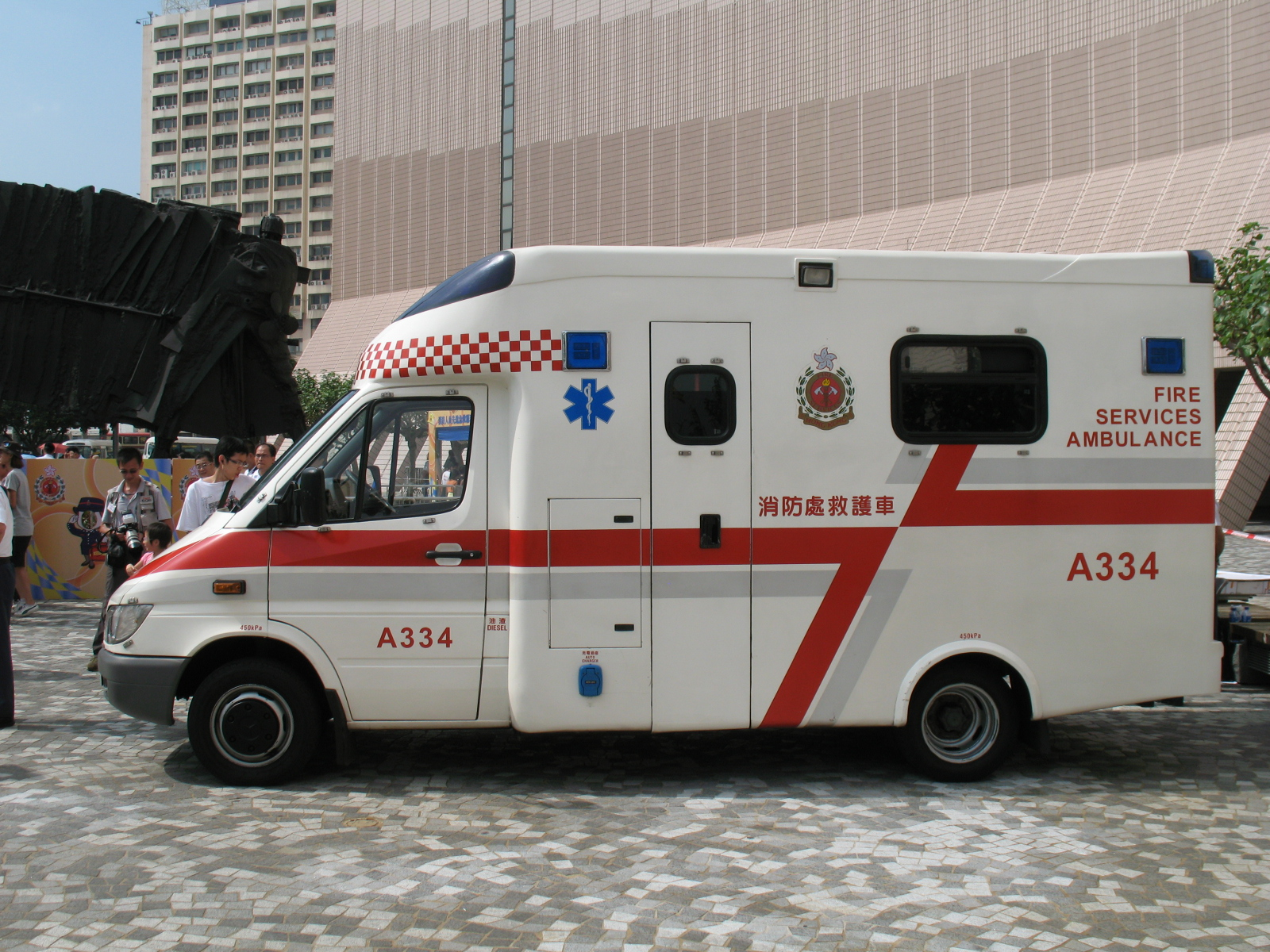
救護車（已退役）
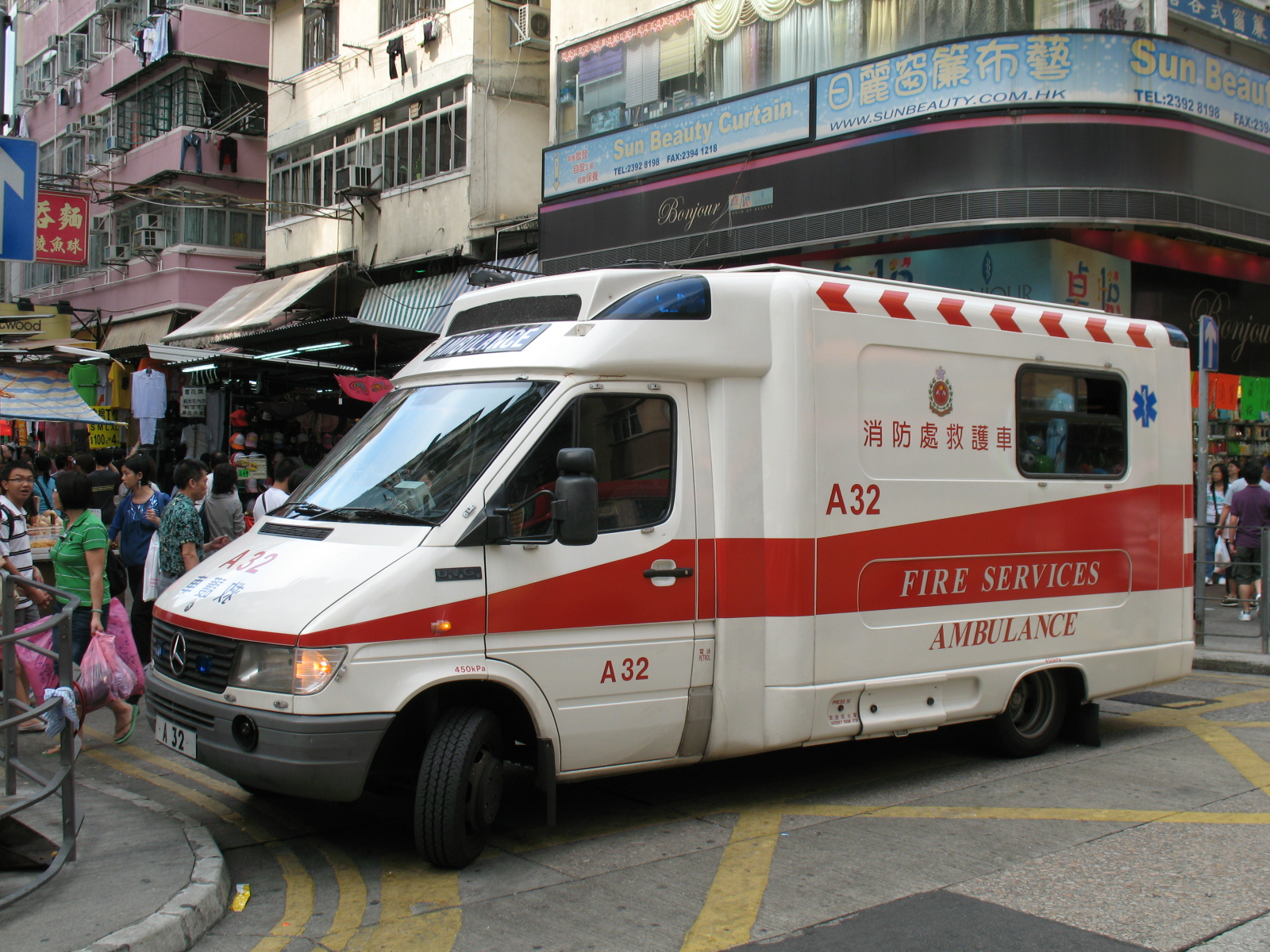
救護車（已退役）
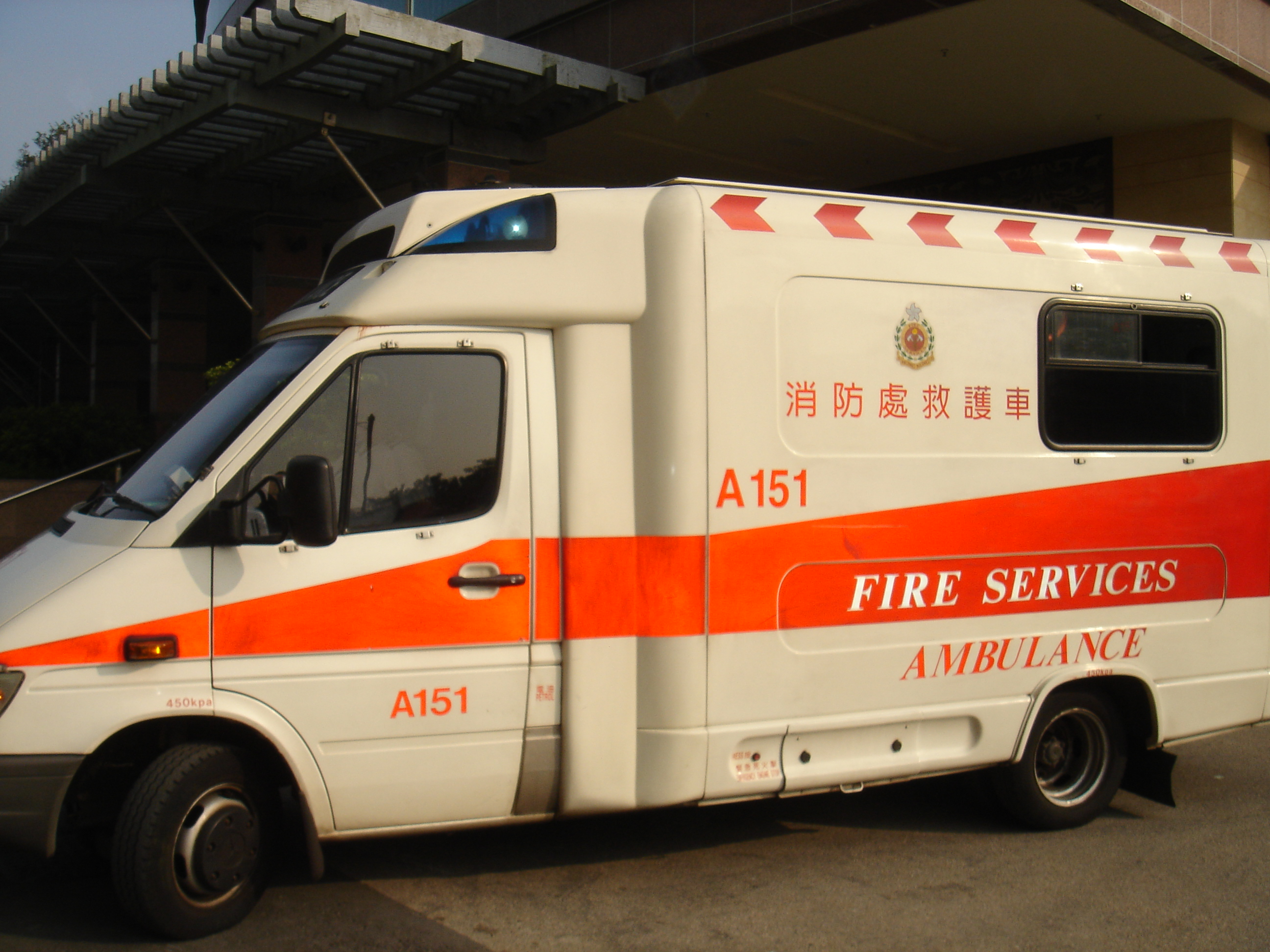
救護車（已退役）
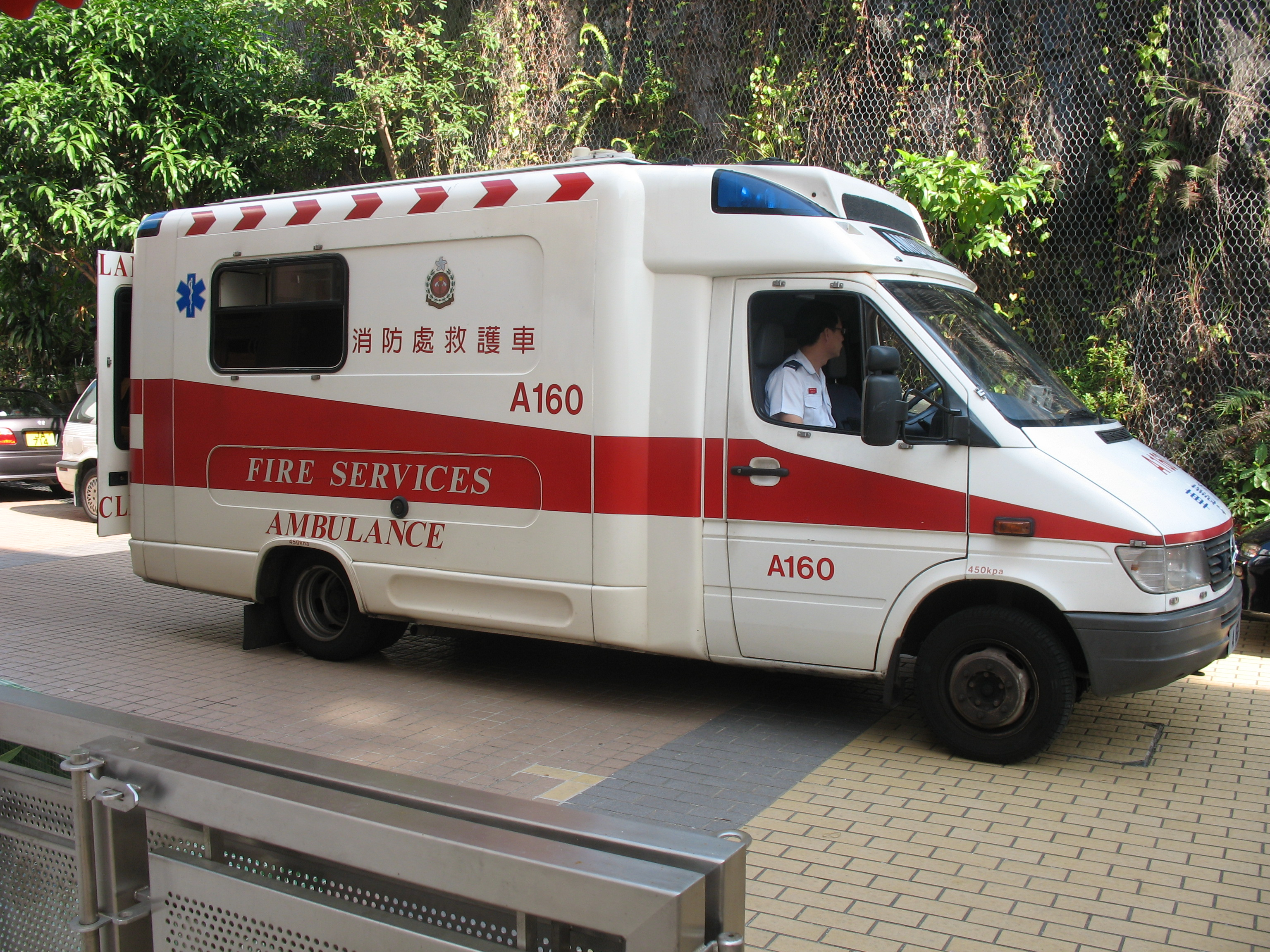
救護車（已退役）
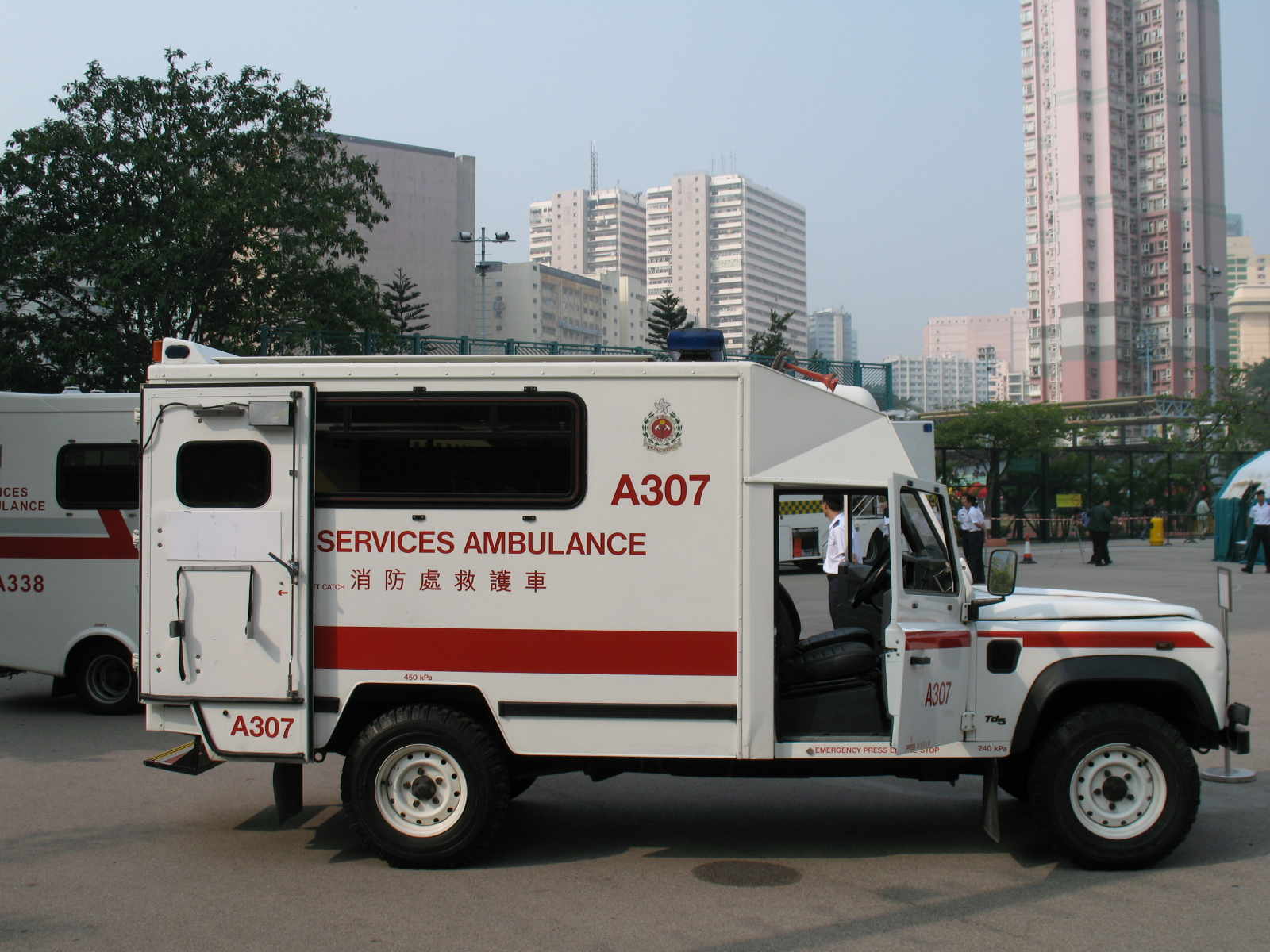
救護吉普車（已退役）
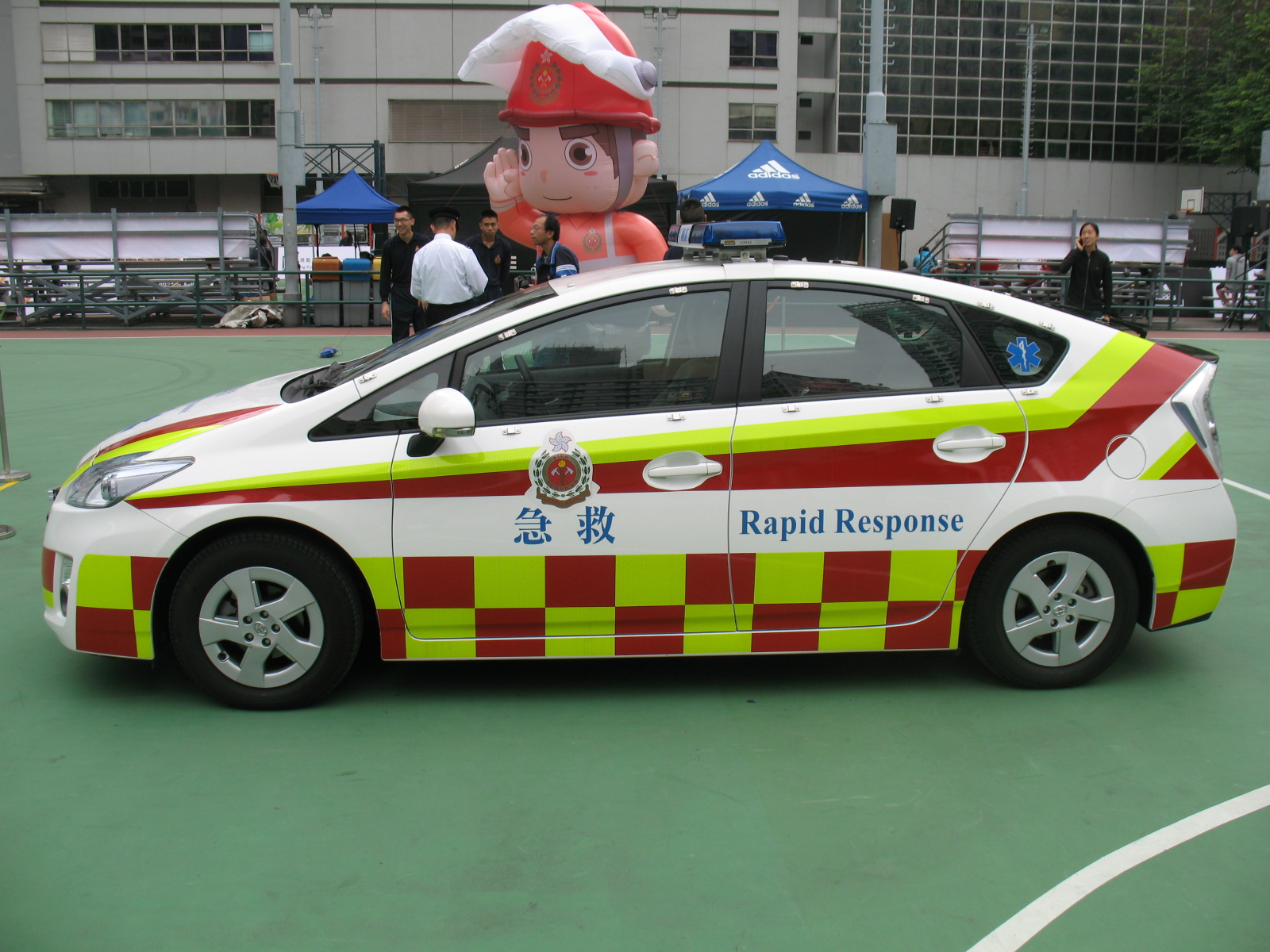
快速應變急救車（已退役）
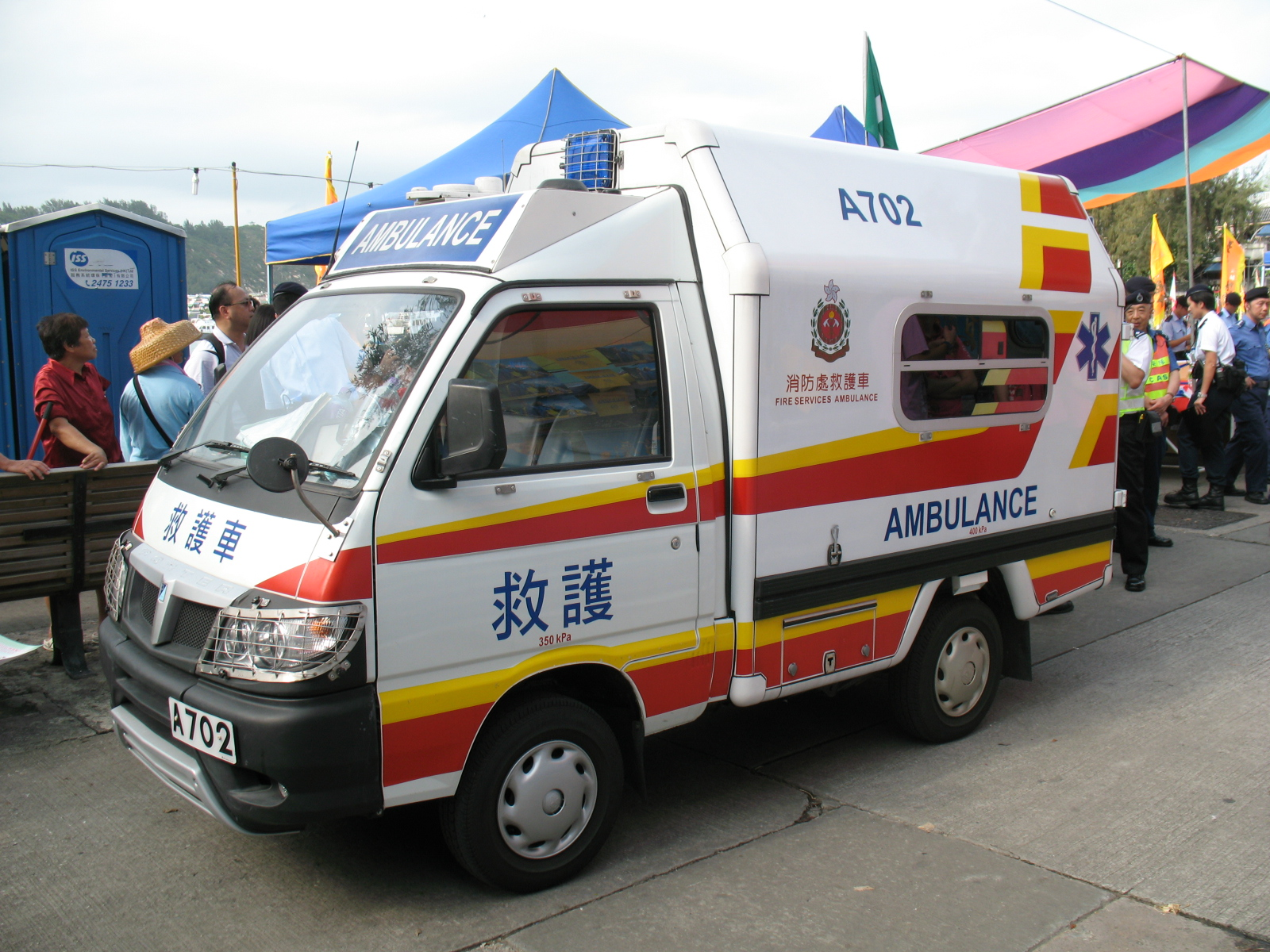
鄉村救護車（離島區）
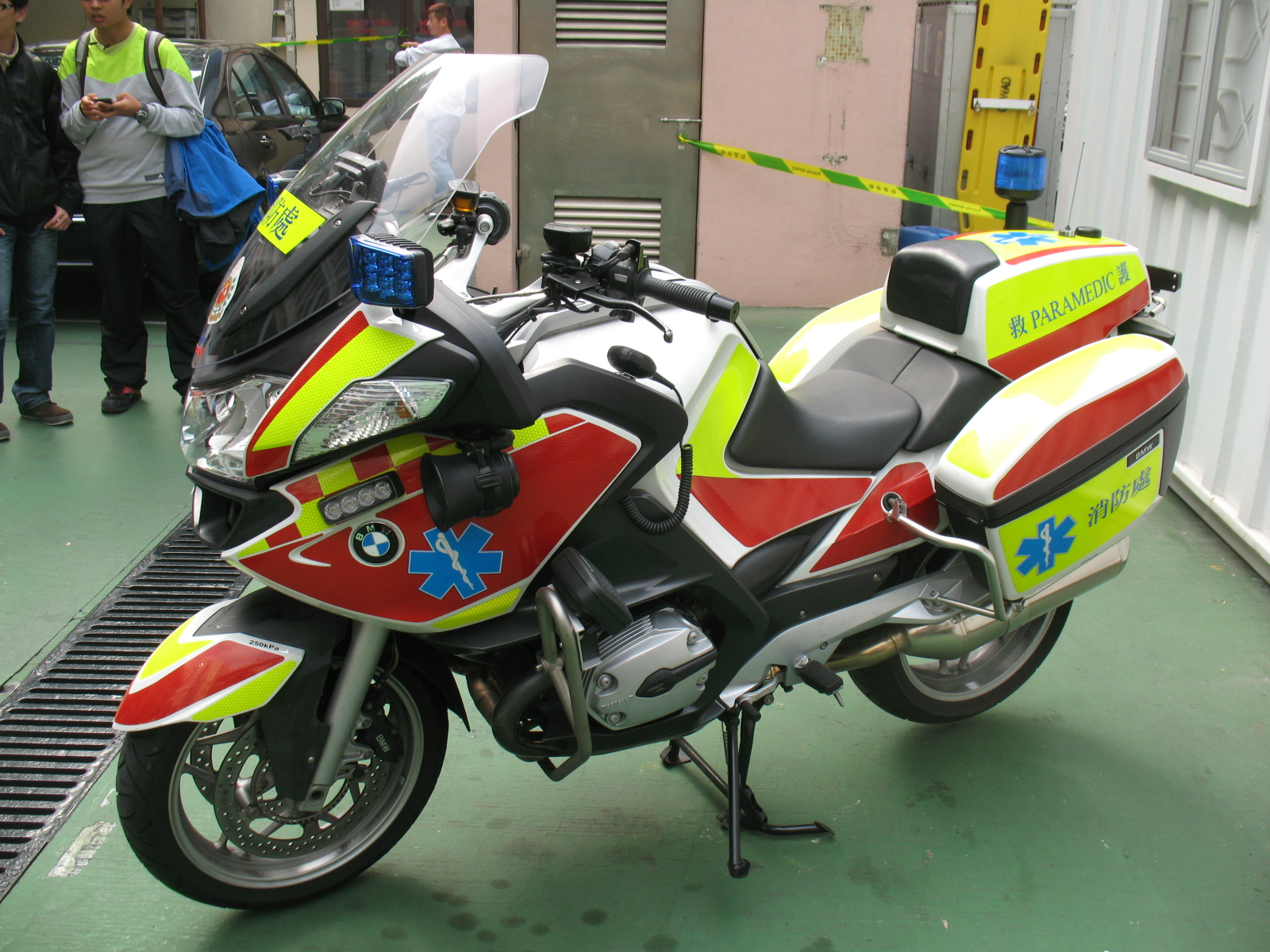
急救醫療電單車
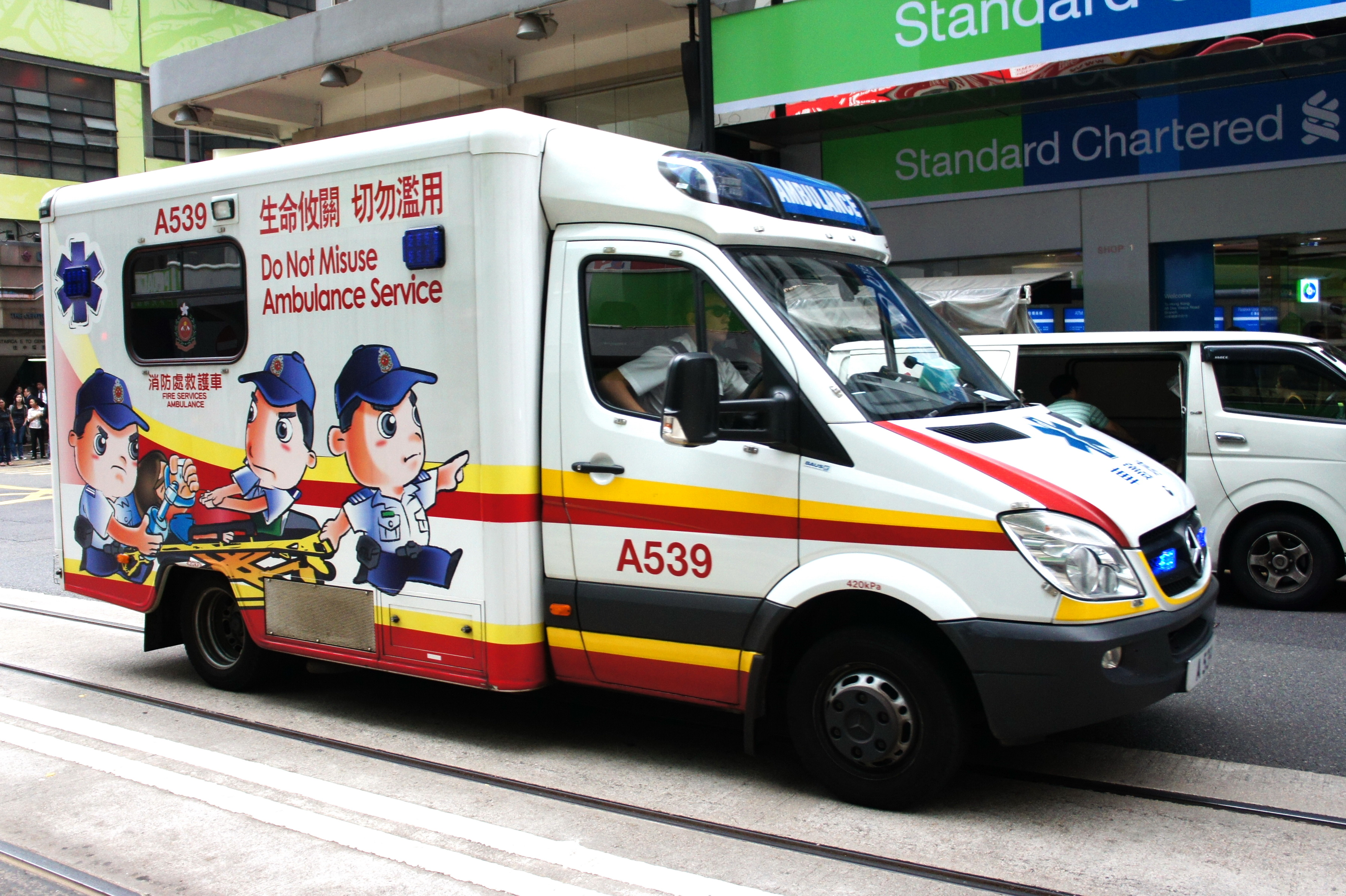
轉院救護車
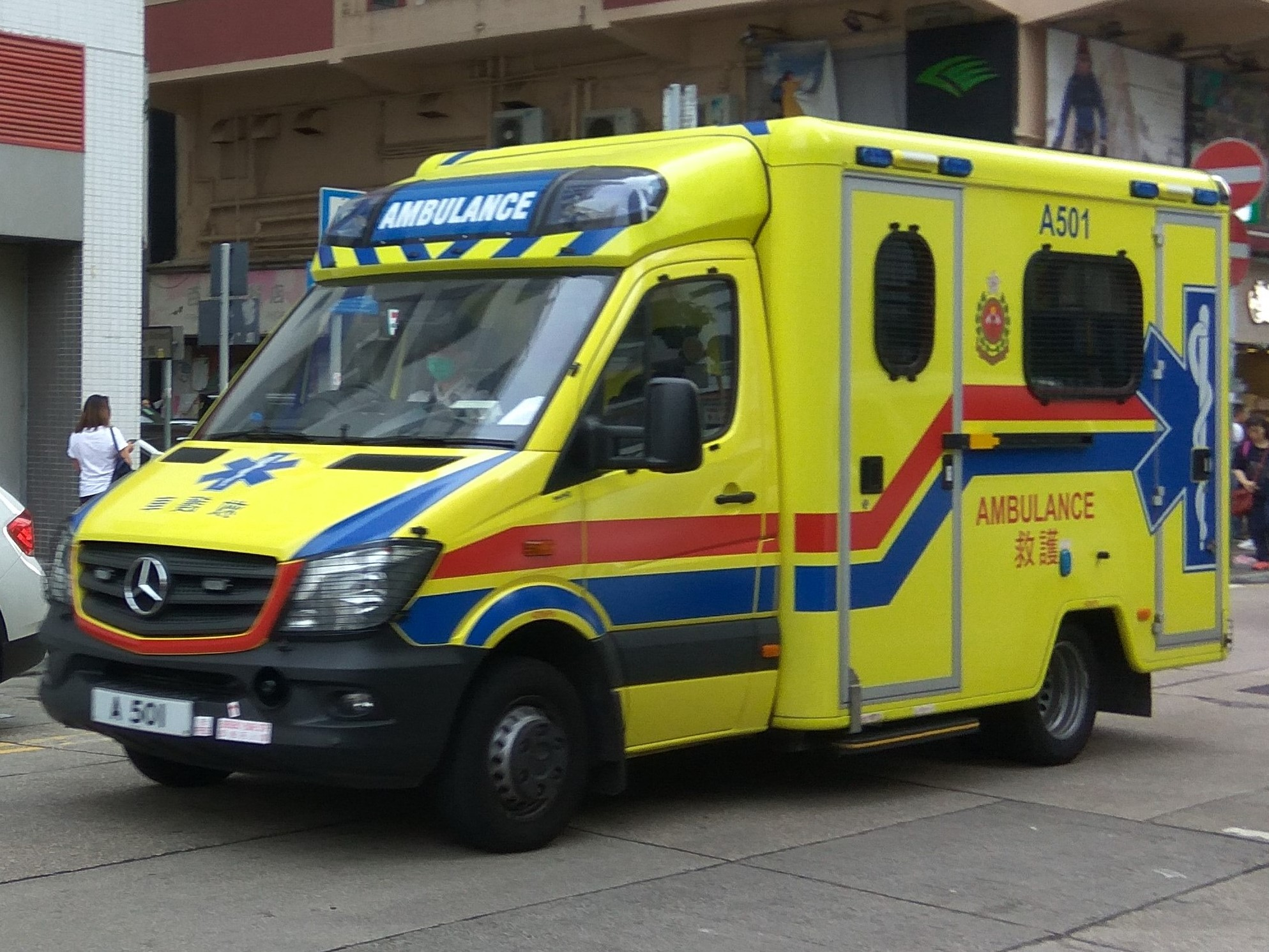
消防局救護車 A501
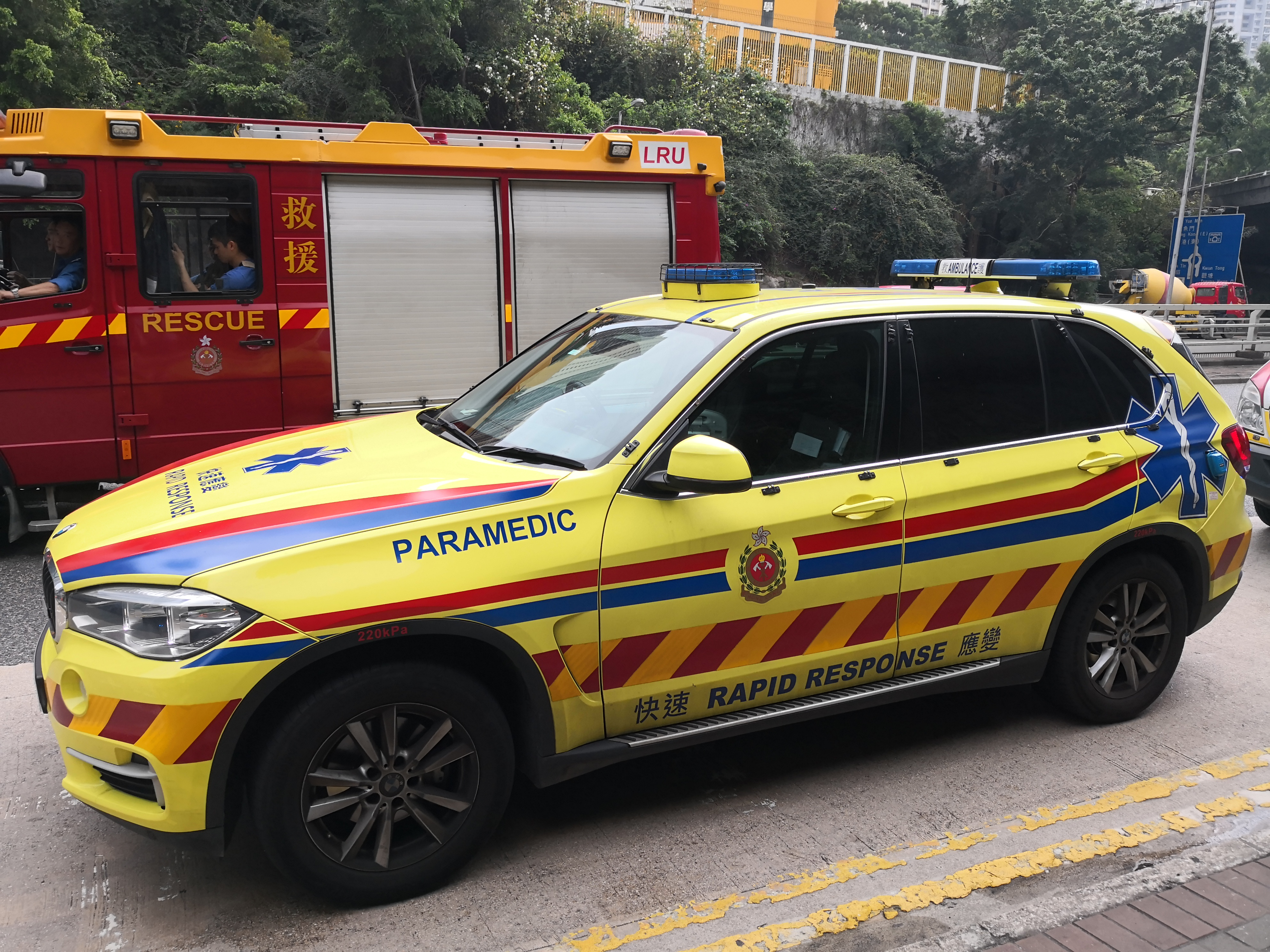
消防局快速應變急救車
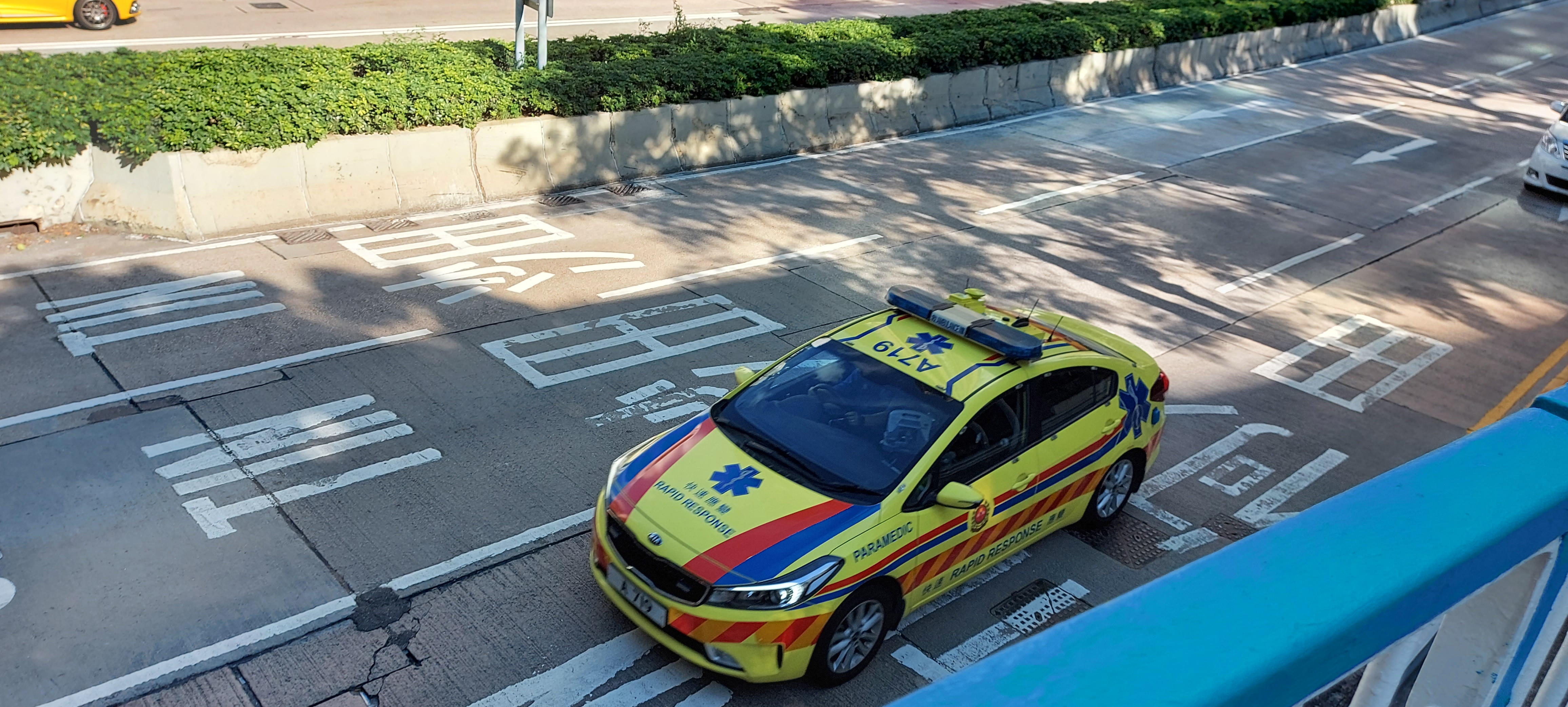
消防局快速應變急救車
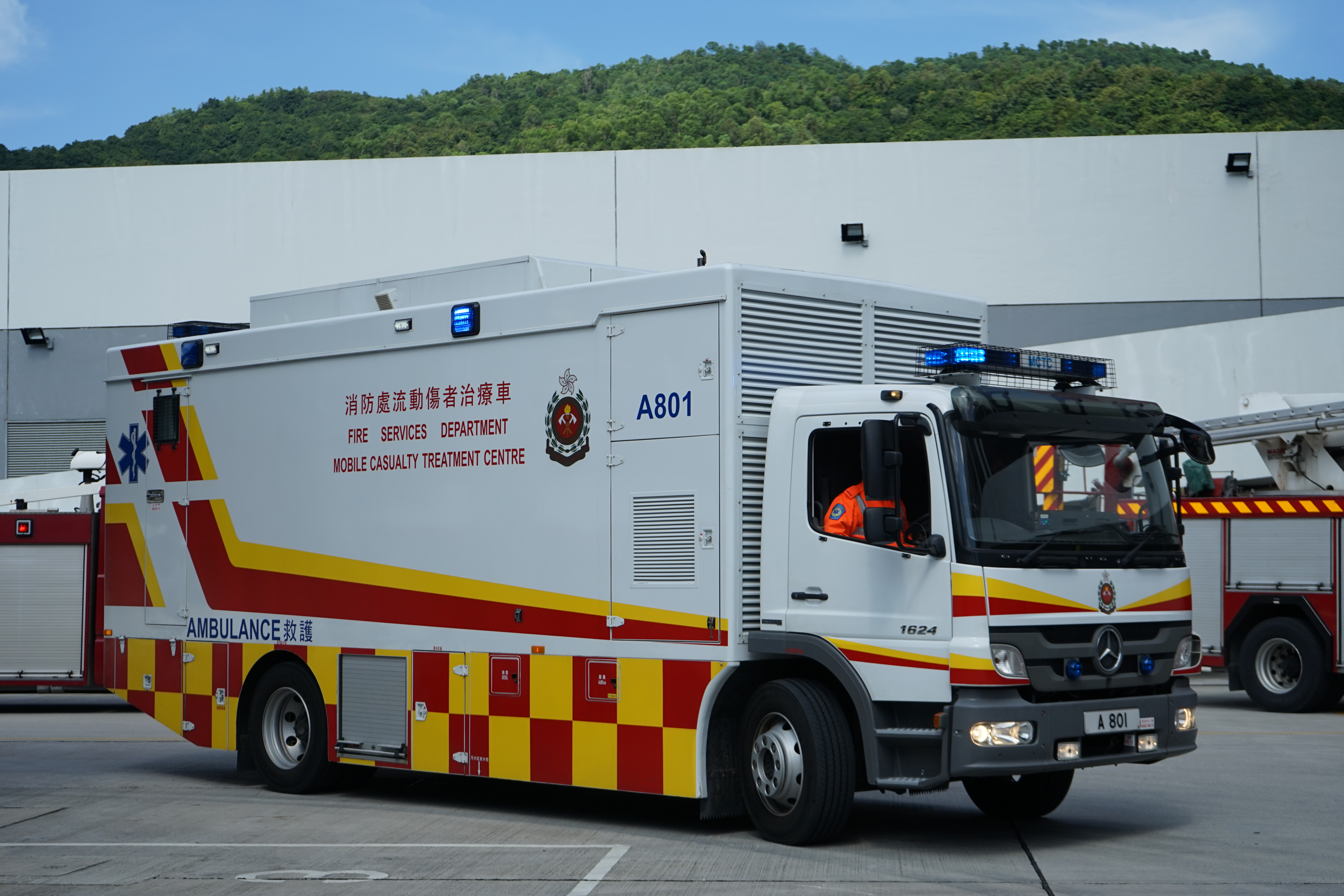
流動傷者治療車
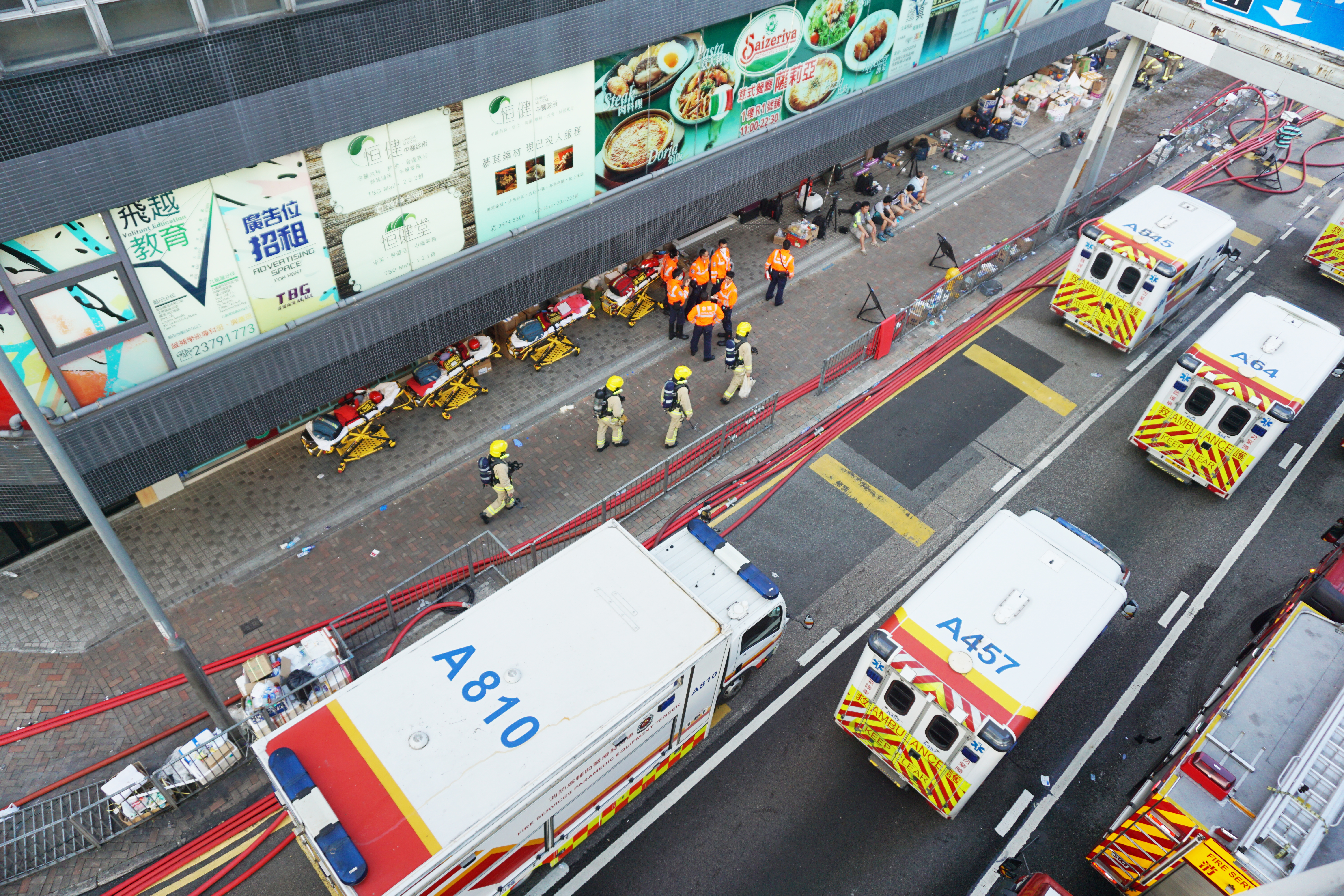
輔助醫療裝備車(位於最後排)

## 投考
每年的投考者與招募崗位數量比例約為300比1。

## 訓練
消防處救護訓練學校（英語：Fire Services Ambulance Command Training School）於1992年創立，位於香港沙田馬鞍山鞍山1號，與馬鞍山救護站及馬鞍山消防局同一建築物，佔地0.6公頃。消防處救護訓練學校隸屬於香港消防處救護總區，為其主要訓練及培訓機構之一，所有新入職的救護學員均須在此接受26週的基本救護學及專門的輔助醫療的留宿訓練，消防處救護訓練學校亦是現職救護人員的複修及進階訓練場地之一及現職消防人員的急救訓練、複修及進階訓練場地之一。消防及救護學院於2015年10月竣工後，消防處救護訓練學校已關閉，更改建為第二個消防通訊中心。
消防及救護學院（英文：Fire and Ambulance Services Academy，縮寫：FASA），位於香港新界西貢區將軍澳百勝角第78區，邵氏影城的北面，由29幢建築物組成，項目以設計與建造合約形式批出，由中國建築工程總公司擔任總承建商，由建築署擔任項目經理，美國Moore Ruble Yudell建築師事務所擔任設計建築師及李景勳、雷煥庭建築師有限公司擔任本地建築師；項目佔地約15萬8千平方米，於2012年12月5日動工，最初預計於2015年10月竣工，後來以2016年3月落成啟用為目標。取代位於新界八鄉的消防訓練學校、消防處救護訓練學校、消防駕駛訓練學校、臨時駕駛訓練場地及坍塌搜救專隊訓練場，及延續上述的設施，還設有消防教育中心，成為消防處的主要展示消防處歷史及運作與及員工培訓場地之一。消防及救護學院隸屬於香港消防處機構策略總區。

## 外部連結
- 救護總區 （页面存档备份，存于）